# 사이클론 엄펀
사이클론 엄펀 (Cyclone Amphan) 은 1999년 이후 가장 강력한 사이클론이자 북인도양 사이클론중 가장 재산피해를 많이 입힌 사이클론이다.

## 사이클론의 진행

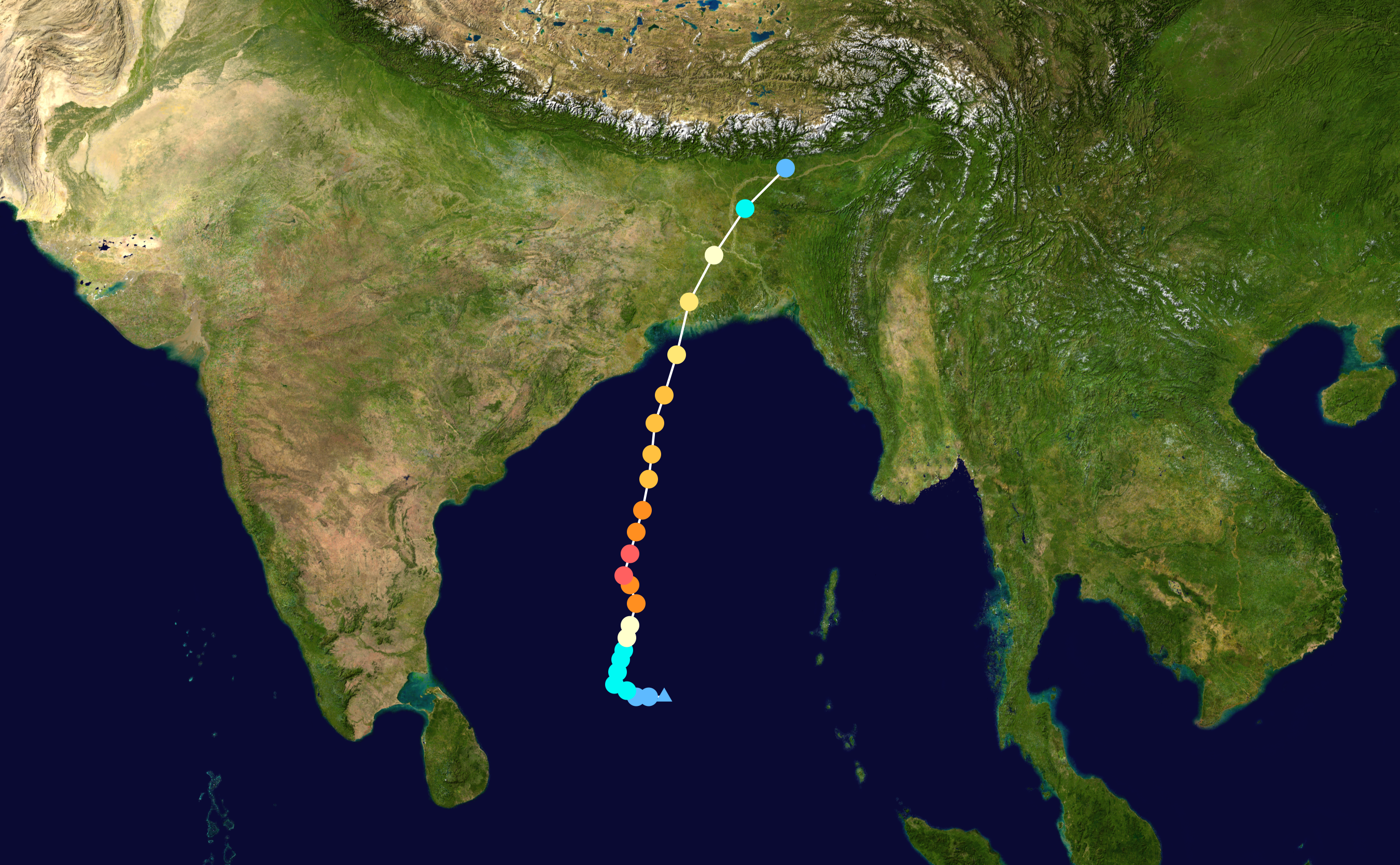
사이클론 엄펀의 경로

5월 16일 00시 UTC에 벵골의 남동쪽 만에 저기압이 형성되어 BOB 01으로 명명했다. 6시간 후 인도 기상청 (IMD)은 시스템을 강한 저기압으로 업그레이드했다. UTC 15시엔 사이클론 엄펀으로 명명되었다. 
JTWC에 따르면 단 6시간만에 카테고리 1등급 사이클론에서 카테고리 4등급 사이클론으로 급성장했다.
다음날 오전 10시 30분경 인도기상청은 사이클론 엄펀을 3분 평균 풍속 240km/h의 바람과 920hPa의 최저 기압을 가진 슈퍼 사이클론으로 업그레이드했다. 5월 20일 17시 30분, 사이클론 엄펀은 약화된 후 서벵골의 Bakkhali 근처에 상륙했다. 사이클론 엄펀은 내륙에서 빠르게 약화되었고 다음날 소멸했다.

## 같이 보기
- 2020년 북인도양 사이클론
- 1999년 오리사 사이클론